# تارن

تارن (به فرانسوی: Tarn) هشتاد و یکمین شهرستان فرانسه است. شهرستان تارن در جنوب این کشور قرار دارد. این شهرستان زیرمجموعه ناحیه پیرنه میانه می‌باشد. مساحت این شهرستان ۵،۷۵۸ کیلومتر مربع و جمعیت آن ۳۶۹،۵۰۱ نفر است. این شهرستان در خلال انقلاب فرانسه تشکیل گردید.